# Tropicalizzazione
La tropicalizzazione, in diversi settori tecnologici, indica la previsione nella progettazione di un utensile di elementi strutturali volti a rendere lo strumento resistente a situazioni climatiche difficili, ed in particolare caratterizzate da temperatura e tasso di umidità particolarmente elevati (quali si trovano, appunto, nei climi tropicali).
Si applica a diversi tipi di macchinari e strumenti (dalle automobili alle apparecchiature informatiche e fotografiche), e implica evidentemente diversi generi di soluzioni tecniche in diversi casi.
Nelle macchine fotografiche la tropicalizzazione solitamente comprende l'impermeabilizzazione dell'insieme 'corpo macchina-obiettivo' mediante l'introduzione di guarnizioni in silicone o in plastica per proteggere le componenti interne dall'umidità e dalla polvere.
Nelle automobili, la tropicalizzazione consiste in genere nella dotazione di un radiatore di dimensioni maggiori rispetto agli standard, atto a smaltire il calore anche se la temperatura esterna di esercizio è di 40 °C.
Nella ferramenta (viti, bulloni ed altro.) la tropicalizzazione consiste in un trattamento di passivazione, successivo alla zincatura, effettuato con cromo esavalente, trattamento detto anche di zincatura gialla per via del colore risultante.
Nei PC si utilizzano contenitori esterni impermeabili a polvere e liquidi e resistenti agli urti. Internamente, si utilizzano basse frequenze di lavoro dei processori (underclocking), in modo da ridurne la potenza da dissipare, e si usano dissipatori di calore sovradimensionati: entrambe le misure hanno lo scopo di abbassare la temperatura di lavoro dei circuiti integrati e aumentarne così l'affidabilità.